# الحمامي (سنحان)

تعديل مصدري - تعديل

الحمامي هي إحدى قرى عزلة خمس الوادي الأوسط بمديرية سنحان وبني بهلول التابعة لمحافظة صنعاء، بلغ تعداد سكانها 1270 نسمة حسب تعداد اليمن لعام 2004.